# Comarche della Catalogna

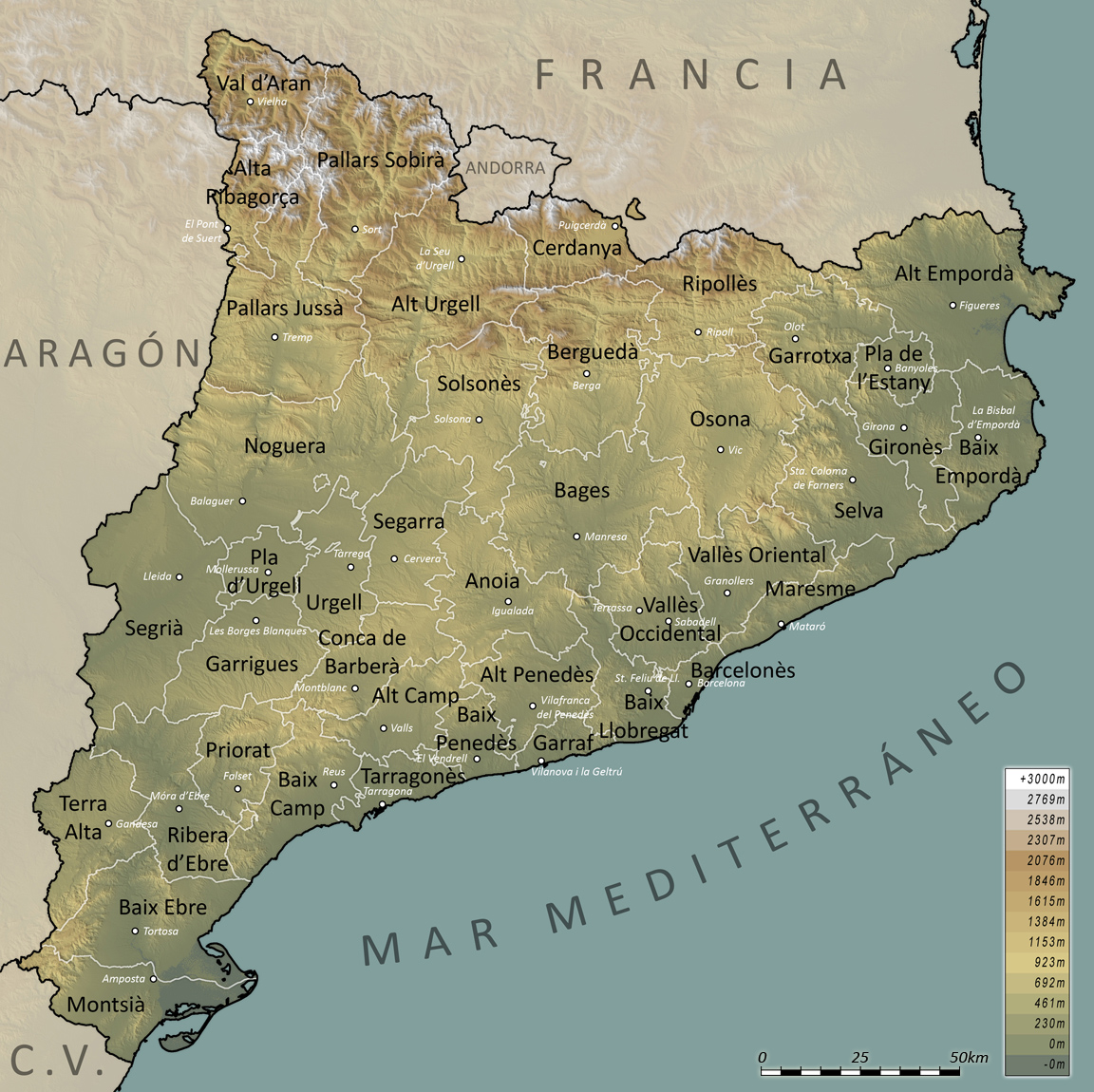
Divisione in comarche della Catalogna fino al 2015

Le comarche della Catalogna (in catalano comarques de Catalunya, in castigliano comarcas de Cataluña, in occitano comarcas de Catalonha) sono le entità territoriali, al di sotto delle province, in cui si articola il territorio della Catalogna. Tale suddivisione ha la sua origine nel decreto della Generalitat de Catalunya del 1936, in vigore fino al 1939 e ripristinato nel 1987, dopo il ritorno alla democrazia. Il governo e l'amministrazione delle comarche sono controllati dai consigli comarcali.

## Origini
La divisione comarcale della Catalogna del 1936 si configurava come una vera e propria suddivisione amministrativa, stabilita per decreto nello stesso anno dalla Generalitat de Catalunya, che divideva il territorio in 38 comarche e 9 supercomarche o vegueries. La divisione fu definita a partire dagli studi fatti da una commissione creata ad hoc nel 1932, formata, tra gli altri, da Pau Vila, Antoni Rovira i Virgili, Josep Iglésies, ecc. Nel 1939, al termine della guerra civile, fu abolita dal regime di Franco.

## Situazione attuale
Le comarche furono ristabilite nell'anno 1987 dalla Generalitat che adottò di nuovo questa divisione territoriale, modificandola nel 1988 per aggiungere la Pla de l'Estany, la Pla d'Urgell e la Alta Ribagorça, e nuovamente nel 1990 per modificare alcuni limiti territoriali. Nell'anno 2015 è stata istituita la nuova comarca del Moianès, nata dall'unione di 10 municipi che in precedenza formavano parte delle comarche del Vallès Oriental, Osona e Bages. 
I territori storici della Catalogna di solito coincidono con le antiche contee medievali dei Pirenei (Pallars, Ribagorça, Cerdagna) e con altre grandi unità fisiografiche (Penedès, Segarra, Vallès, Empordà). In passato tali territori erano già considerati comarche, senza però alcun inquadramento amministrativo di carattere ufficiale, che venne sancito solo nel 1936, allorquando la regione fu suddivisa in comarche amministrative, precedenti quelle attuali, in funzione delle città ove si erano sviluppate attività economicamente rilevanti e che potevano fungere da capitali. Ad esempio l'Alt Penedès, il Baix Penedès e il Garraf in cui fu suddiviso il Penedès; Alt Empordà e Baix Empordà per l'Empordà; il Pallars Jussà e il Pallars Sobirà per il Pallars; il Vallès Occidental e il Vallès Oriental per il Vallès, ecc. 
| Nome ufficiale (in catalano) | Nome in spagnolo  | Popolazione | Estensione (km²) | Capitale                |
| ---------------------------- | ----------------- | ----------- | ---------------- | ----------------------- |
| Alt Camp                     | Alto Campo        | 33.635      | 544,7            | Valls                   |
| Alt Empordà                  | Alto Ampurdán     | 99.321      | 1.342,4          | Figueres                |
| Alt Penedès                  | Alto Penedés      | 80.976      | 592,4            | Vilafranca del Penedès  |
| Alt Urgell                   | Alto Urgel        | 19.105      | 1.446,9          | La Seu d'Urgell         |
| Alta Ribagorça               | Alta Ribagorza    | 3.477       | 426,8            | El Pont de Suert        |
| Anoia                        | Noya              | 93.529      | 866,6            | Igualada                |
| Bages                        | Bages             | 155.112     | 1.295,2          | Manresa                 |
| Baix Camp                    | Bajo Campo        | 145.675     | 695,3            | Reus                    |
| Baix Ebre                    | Bajo Ebro         | 66.369      | 987,9            | Tortosa                 |
| Baix Empordà                 | Bajo Ampurdán     | 102.566     | 700,5            | La Bisbal d'Empordà     |
| Baix Llobregat               | Bajo Llobregat    | 692.892     | 486,5            | Sant Feliu de Llobregat |
| Baix Penedès                 | Bajo Penedés      | 61.256      | 295,5            | El Vendrell             |
| Barcelonès                   | Barcelonés        | 2.093.670   | 143,1            | Barcellona              |
| Berguedà                     | Berguedá          | 37.995      | 1.182,5          | Berga                   |
| Cerdanya                     | Baja Cerdaña      | 14.158      | 546,4            | Puigcerdà               |
| Conca de Barberà             | Cuenca de Barberá | 18.766      | 648,9            | Montblanc               |
| Garraf                       | Garraf            | 108.194     | 592,4            | Vilanova i la Geltrú    |
| Garrigues                    | Las Garrigas      | 18.999      | 799,7            | Les Borges Blanques     |
| Garrotxa                     | La Garrocha       | 47.747      | 592,4            | Olot                    |
| Gironès                      | Gironés           | 136.543     | 575,5            | Gerona                  |
| Maresme                      | Maresme           | 356.545     | 396,9            | Mataró                  |
| Moianès                      | Moyanés           | 13.209      | 337,9            | Moià                    |
| Montsià                      | Montsiá           | 57.550      | 708,7            | Amposta                 |
| Noguera                      | Noguera           | 34.744      | 1.733,0          | Balaguer                |
| Osona                        | Osona             | 129.543     | 1.263,8          | Vic                     |
| Pallars Jussà                | Pallars Jussá     | 12.057      | 1.290,0          | Tremp                   |
| Pallars Sobirà               | Pallars Sobirá    | 6.174       | 1.355,2          | Sort                    |
| Pla de l'Estany              | Pla de l'Estany   | 24.347      | 262,7            | Banyoles                |
| Pla d'Urgell                 | Plana de Urgel    | 29.723      | 304,5            | Mollerussa              |
| Priorat                      | Priorato          | 9.196       | 496,2            | Falset                  |
| Ribera d'Ebre                | Ribera de Ebro    | 21.656      | 825,3            | Móra d'Ebre             |
| Ripollès                     | Ripollés          | 25.744      | 958,7            | Ripoll                  |
| Segarra                      | Segarra           | 18.497      | 721,2            | Cervera                 |
| Segrià                       | Segriá            | 166.090     | 1.393,7          | Lleida                  |
| Selva                        | Selva             | 117.393     | 995,5            | Santa Coloma de Farners |
| Solsonès                     | Solsonés          | 11.466      | 998,6            | Solsona                 |
| Tarragonès                   | Tarragonés        | 181.374     | 317,1            | Tarragona               |
| Terra Alta                   | Tierra Alta       | 12.196      | 740,0            | Gandesa                 |
| Urgell                       | Urgel             | 31.026      | 586,2            | Tàrrega                 |
| Val d'Aran1                  | Valle de Arán     | 7.691       | 620,5            | Vielha e Mijaran        |
| Vallès Occidental            | Vallés Occidental | 736.682     | 580,7            | Sabadell e Terrassa     |
| Vallès Oriental              | Vallés Oriental   | 321.431     | 851,9            | Granollers              |

1 In aranese, in catalano Vall d'Aran.